# Воробьёв, Виктор Васильевич (художник)
Виктор Васильевич Воробьёв (1925 — 2006) — советский и российский художник-живописец и педагог. Член Союза художников СССР (1960; Союза художников России с 1992). Заслуженный работник культуры РСФСР (1980).

## Биография
Родился 15 марта 1925 года в городе Казань, Татарской ССР.
С 1941 года после начала Великой Отечественной войны, в возрасте шестнадцати лет, В. В. Воробьёв, не закончив Казанское ремесленное училище начал свою трудовую деятельность на военном заводе, выпускавшим военную продукцию для нужд фронта. С 1942 года призван в ряды Рабоче-Крестьянской Красной армии и направлен в действующую армию на фронт. Участник Великой Отечественной войны в составе 29-го стрелкового полка  38-й стрелковой дивизии — командир орудия. Воевал в составе 3-го Украинского фронта, участник боёв в Конотопе, участник форсирования реки Днепр и освобождения Чехословакии, был тяжело ранен. С 1945 года после лечения в военном госпитале был комиссован из рядов Советской армии как инвалид войны. За участие в войне и проявленные при этом мужество и героизм Указом Президиума Верховного Совета СССР, В. В. Воробьёв был награждён Орденом Отечественной войны 1-й степени и Медалью «За боевые заслуги».
С 1945 по 1950 годы проходил обучение на отделении живописи Казанского художественного училища.
С 1950 по 1956 годы обучался на факультете живописи Института живописи, скульптуры и архитектуры имени И. Е. Репина АХ СССР, был учеником Ю. М. Непринцева и М. И. Авилова.
С 1957 по 1990 годы, помимо творчества, в течение тридцати трёх лет, В. В. Воробьёв был организатором и руководителем Брянской студии изобразительного искусства (Художественная школа В. В. Воробьёва).
С 1957 года был участников всесоюзных, всероссийских, республиканских и международных художественных выставок: Всесоюзные — «40 лет Советской власти» (1957), «На страже мира» (1965), «50 лет Советской власти» (1967), «По родной стране» (1981), «СССР — наша родина» (1982). Республиканские — «50 лет ВЛКСМ» (1968), «Советская Россия-VI» (1980), «Советская Россия-VII» (1985). Всероссийские — «По родной стране» (1983), «Россия IX» (1999), «55-летие Великой Победы» (2000). Международные — в 1977 и в 1987 году в Болгарии.
Основные произведения в жанре живописи и портрета: «Хлеб нашли», «Сильные люди», «К своим», «Первый бой на границе»«Мечта», «Первый бой», «К своим», «Навсегда из села», «Сильные духом», портреты: «Профессор-натуралист Федосов», «Портрет рыбака».
Основные художественные произведения В. В. Воробьёва хранятся во многих музеях и картинных галереях России, в том числе: в Музее Российской академии художеств, Суздальском музее-заповеднике, Севастопольском, Брянском и Казанском художественных музеях и Орловской картинной галерее
С 1960 года В. В. Воробьёв был избран членом Союза художников СССР и был одним из организаторов Брянского отделения Союза художников РСФСР.
В 1980 году Указом Президиума Верховного Совета РСФСР «За заслуги в области советской культуры и многолетнюю плодотворную работу» В. В. Воробьёву было присвоено почётное звание — Заслуженный работник культуры РСФСР.
Скончался 18 апреля 2006 года в Брянске.

## Награды
- Орден Отечественной войны I степени (06.04.1985[2])
- Медаль «За боевые заслуги» (28.06.1944[3])
- Медаль «За победу над Германией в Великой Отечественной войне 1941—1945 гг.»

### Звания
- Заслуженный работник культуры РСФСР (1980[5])